# Neuhof, Hessen
Neuhof är en kommun i Landkreis Fulda i Regierungsbezirk Kassel i förbundslandet Hessen i Tyskland. De tidigare kommunerna Dorfborn, Giesel, Kauppen och Tiefengruben uppgick i Neuhof, Hessen 1 januari 1972 följ av Hattenhof, Hauswurz och Rommerz 1 augusti 1972.